# ESP8266

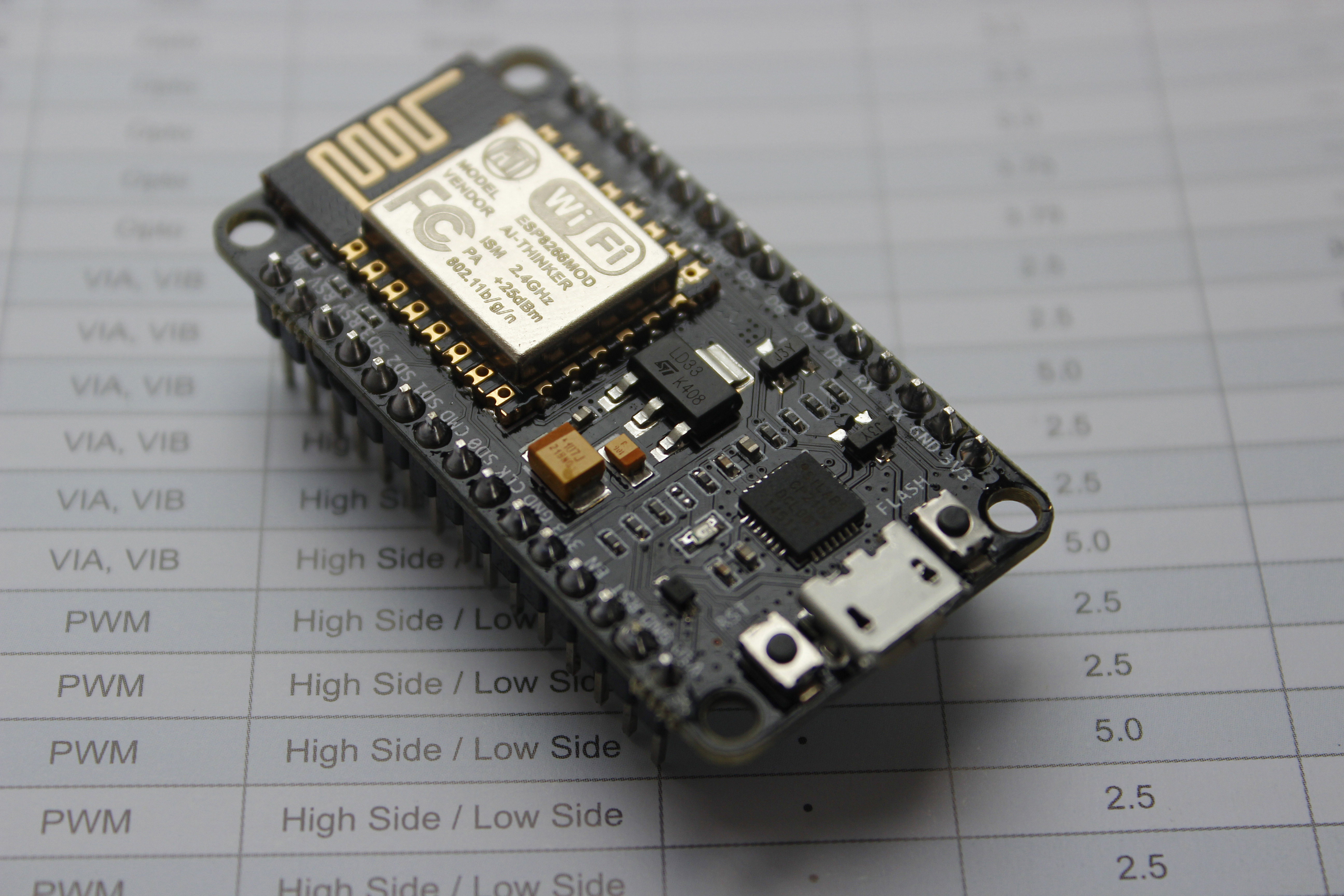
ESP8266 NodeMCU DEVKIT 1.0

O ESP8266 é um microcontrolador do fabricante chinês Espressif que inclui capacidade de comunicação por Wi-Fi.
O chip chegou a cultura maker em agosto de 2014, com a ESP-01. Esta pequena placa permite que microcontroladores se conectem a uma rede sem fio fazendo conexões TCP/IP usando um conjunto de comandos Hayes. O produto foi lançado inicialmente com quase nenhuma documentação no idioma Inglês . Seu sucesso se atribui ao seu preço que foi lançado inicialmente a um valor inferior a 10 dólares, valor semelhante a um microcontrolador sem interface de internet. 
No final de outubro de 2014, Espressif lançou um kit de desenvolvimento de software (SDK) que permitiu que o chip fosse programado diretamente, eliminando a necessidade de um microcontrolador Desde então, foram lançados diversos SDK no site do Espressif. O fabricante mantém duas versões do SDK, uma baseado em RTOS e outro em callback. 
Foi criado uma iniciativa em código aberto de SDK, armazenado no github a partir de um conjunto de ferramentas GCC mantidas por Max Filippov. O ESP8266 usa o microcontrolador Cadence Tensilica LX106. 

## Características
- CPU 32-bit RISC: Tensilica Xtensa LX106 rodando a 80 MHz
- 64 KB de memória RAM de instruções, 96 KB de dados
- Flash QSPI Externo - de 512 KB a 4 MB
- IEEE 802.11 b / g / n Wi-Fi
- 17 pinos de GPIO[6]
- SPI, I²C

## Kits de desenvolvimento de software
Em outubro de 2014, Espressif Systems lançou um kit de desenvolvimento de software (SDK) para programar o chip diretamente, que removeu a necessidade de um microcontrolador separado. Desde então, tem havido muitos lançamentos oficiais de SDKs da Espressif. A Espressif mantém duas versões do SDK, uma baseada no FreeRTOS e outra em callbacks.
Uma alternativa ao SDK oficial da Espressif é o ESP-Open-SDK de código aberto e outra alternativa é o "Kit de Desenvolvimento Não Oficial".
Outros SDKs, maioria de código aberto, incluem:
- Arduino - um firmware baseado em C++. Com este núcleo a  CPU ESP8266 e seus componentes Wi-Fi podem ser programados como qualquer outro dispositivo Arduino. O ESP8266 Arduino Core está disponível via GitHub[9].
- ESP8266 BASIC
- ESP Easy
- ESPHome
- Tasmota
- ESP-Open-RTOS
- ESP-Open-SDK
- Espruino
- ESPurna
- Forthright
- MicroPython
- Moddable SDK
- Mongoose OS
- NodeMCU
- PlatformIO
- Punyforth
- Sming
- uLisp
- ZBasic for ESP8266
- Zerynth
- IOTBAH
- EspOS Webserver